# Méréville (Meurthe-et-Moselle)
Méréville ist eine französische Gemeinde mit 1.288 Einwohnern (Stand: 1. Januar 2022) im Département Meurthe-et-Moselle in der Region Grand Est (bis 2015 Lothringen). Die Gemeinde gehört zum Arrondissement Nancy und zum Kanton Neuves-Maisons.

## Geografie
Méréville liegt etwa elf Kilometer südsüdwestlich von Nancy an der Mosel. Im Nordwesten begrenzt der Madon die Gemeinde. Umgeben wird Méréville von den Nachbargemeinden Messein im Norden, Richardménil im Osten, Flavigny-sur-Moselle im Südosten, Pulligny im Süden, Frolois im Südwesten, Bainville-sur-Madon im Westen sowie Pont-Saint-Vincent und Neuves-Maisons im Nordwesten. 

### Bevölkerungsentwicklung
| Jahr                       | 1962 | 1968 | 1975 | 1982 | 1990 | 1999 | 2006 | 2012 | 2019 |
| Einwohner                  | 275  | 263  | 617  | 1101 | 1289 | 1349 | 1455 | 1371 | 1289 |
| Quellen: Cassini und INSEE |      |      |      |      |      |      |      |      |      |

## Sehenswürdigkeiten
- Kirche Saint-Maurice aus dem 18. Jahrhundert

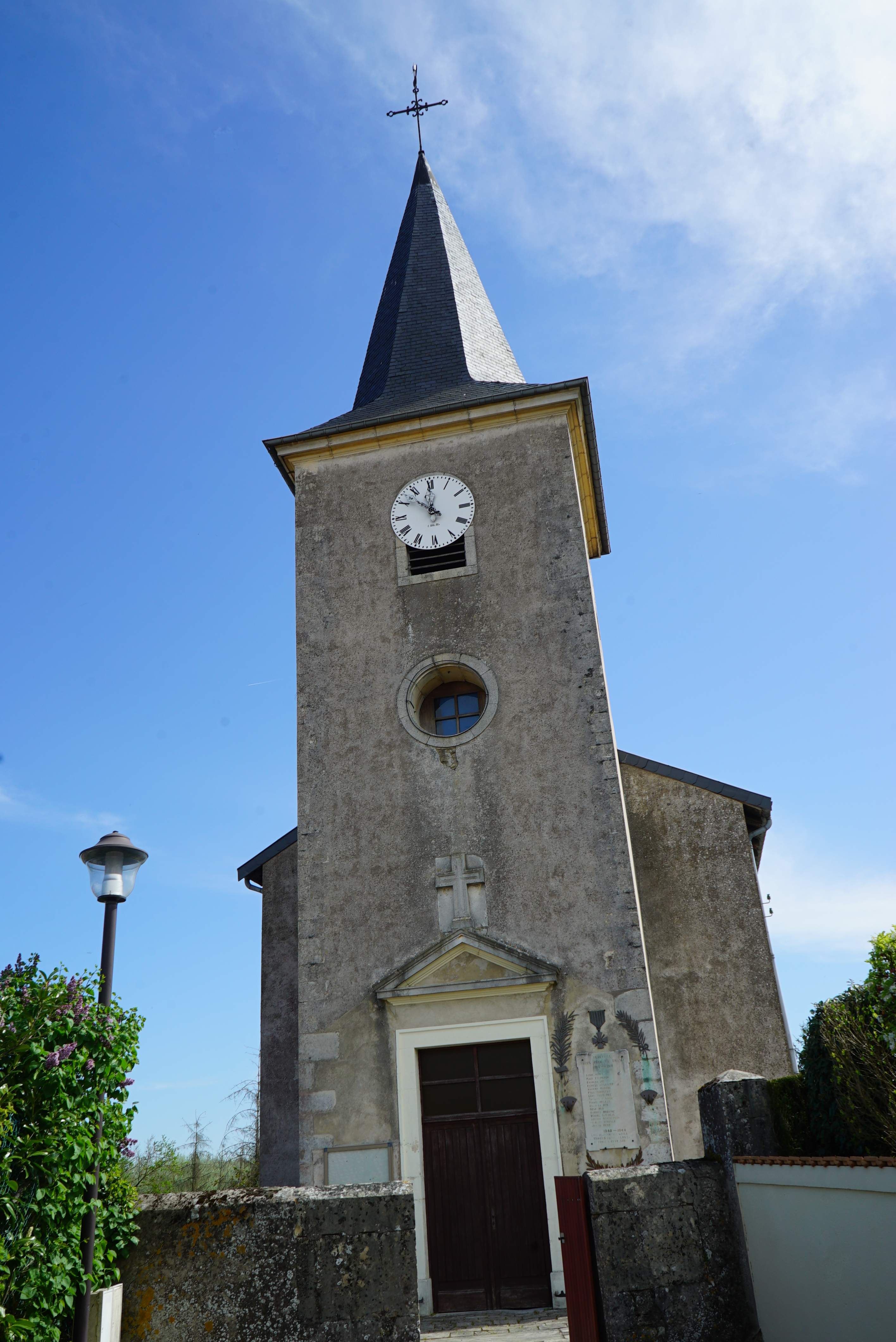
Kirche Saint-Maurice

- Schloss Thiébault
- historischer Ortskern